# 27150 Аннасанте
27150 Аннасанте (27150 Annasante) — астероїд головного поясу.
Тіссеранів параметр щодо Юпітера — 3,270.